# Dieter Strauch (Rechtshistoriker)
Dieter Strauch (* 29. Oktober 1933 in Brandenburg an der Havel) ist ein deutscher Rechtshistoriker. Er ist emeritierter Professor für Bürgerliches Recht, Deutsche und Nordische Rechtsgeschichte der Universität zu Köln.
Strauch promovierte in Köln 1959 zum Dr. jur., die Habilitation erfolgte 1970. In Köln erhielt er 1974 zunächst eine außerplanmäßige Professur und wurde 1980 dort als ordentlicher Professor berufen.

## Schriften (Auswahl)

### Monografien
- Mittelalterliches nordisches Recht bis 1500. Eine Quellenkunde (= Ergänzungsbände zum Reallexikon der germanischen Altertumskunde. 73). de Gruyter, Berlin u. a. 2011, ISBN 978-3-11-025076-3 (2., völlig neu bearbeitete und erweiterte Auflage. Ebenda 2016, ISBN 978-3-11-046618-8).
- Der Große Schied von 1258. Erzbischof und Bürger im Kampf um die Kölner Stadtverfassung (= Rechtsgeschichtliche Schriften. 25). Böhlau, Köln u. a. 2008, ISBN 978-3-412-20210-1.
- Kleine rechtsgeschichtliche Schriften. Aufsätze 1965–1997. Aus Anlaß seines 65. Geburtstages (= Rechtsgeschichtliche Schriften. 11). Herausgegeben von Manfred Baldus, Hanns Peter Neuheuser. Böhlau, Köln u. a. 1998, ISBN 3-412-06998-1.
- Herausgeber und Kommentator: Das Ostgötenrecht. (Ostgotalagen). Aus dem Altschwedischen übersetzt und erläutert. Böhlau, Köln u. a. 1971.
- Recht, Gesetz und Staat bei Friedrich Carl von Savigny (= Schriften zur Rechtslehre und Politik. 23, ISSN 0080-7060). Bouvier, Bonn 1960, (Zugleich: Köln, Universität, Dissertation, 1959).

Zahlreiche Aufsätze und Beiträge in Periodika, Reihen- und Sammelwerken, Festschriften. Artikel im Handwörterbuch zur deutschen Rechtsgeschichte und Reallexikon der Germanischen Altertumskunde.